# Gamla Konsumhuset, Leksand
Gamla Konsumhuset är en byggnad som uppfördes för Leksands konsumentförening och färdigställdes 1933.
Byggnaden är Leksands kooperativas första egna affärshus i Leksands-Noret. Den rymde också en tandläkarpraktik, fotografen Anders Jones bostad och hans fotoateljé samt Konsumchefens bostad. Konsumhuset ritades av Kooperativa förbundets arkitektkontor med Ville Tommos som huvudansvarig och uppfördes av den lokale byggmästaren Bäck Daniel Danielsson. Idag (2024) finns i huset en leksaksbutik och en revisionsfirma. 
Byggnaden är en rektangulär funktionalistisk byggnad om tre våningsplan, varav det översta är kraftigt indraget från fasadlinjen. Den är enkelt och avskalat utformad. Hela fasaden på bottenvåningen mot Leksandsvägen upptas av stora, tätt placerade skyltfönster. Fasaden är slätputsad i bruten vit kulör utan några särskilda detaljer. 